# 網斑舌鰨
網斑舌鰨為輻鰭魚綱鰈形目鰨亞目舌鰨科的其中一種，為熱帶海水魚，分布於西印度洋索馬利亞至南非納塔爾、塞席爾群島海域，體長可達14公分，棲息在沿岸底層水域，以底棲生物為食，生活習性不明。

## 扩展阅读
維基物種上的相關：網斑舌鰨